# Championnats de France d'athlétisme 1910
Navigation
Championnats 1909 Championnats 1911

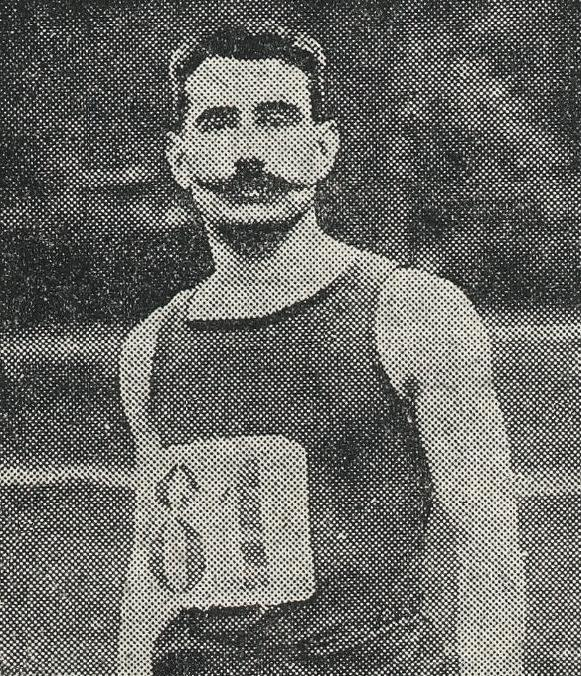
Camille Delmas, champion de France du saut en hauteur et du saut en longueur en 1910.

Les Championnats de France d'athlétisme 1910 ont eu lieu le 26 juin 1910 à la Croix-Catelan de Paris.

## Palmarès
| Discipline                 | Athlète                  | Performance   |
| -------------------------- | ------------------------ | ------------- |
| 100 m                      | Jean Pecqueriaux         | 11 s 8        |
| 200 m                      | Louis Drothier           | 23 s 8        |
| 400 m                      | André Glarner            | 51 s 2        |
| 800 m                      | Joseph Caulle            | 2 min 3 s 0   |
| 1 500 m                    | Jacques Keyser (NED)     | 4 min 21 s 2  |
| 110 m haies                | Lacourège                | 17 s 2        |
| 400 m haies                | Clément Mentrel          | 59 s 8        |
| Steeple                    | Louis Bonniot de Fleurac | 13 min 42 s 6 |
| Saut en hauteur            | Camille Delmas           | 1,75 m        |
| Saut en hauteur sans élan  | Marcel Cormier           | 1,47 m        |
| Saut à la perche           | Paul Lagarde             | 3,30 m        |
| Saut en longueur           | Camille Delmas           | 6,68 m        |
| Saut en longueur sans élan | Louis Saint-Aubert       | 3,34 m        |
| Lancer du poids            | André Tison              | 12,82 m       |
| Lancer du disque           | André Tison              | 37,12 m       |